# 1945 ve fotografii

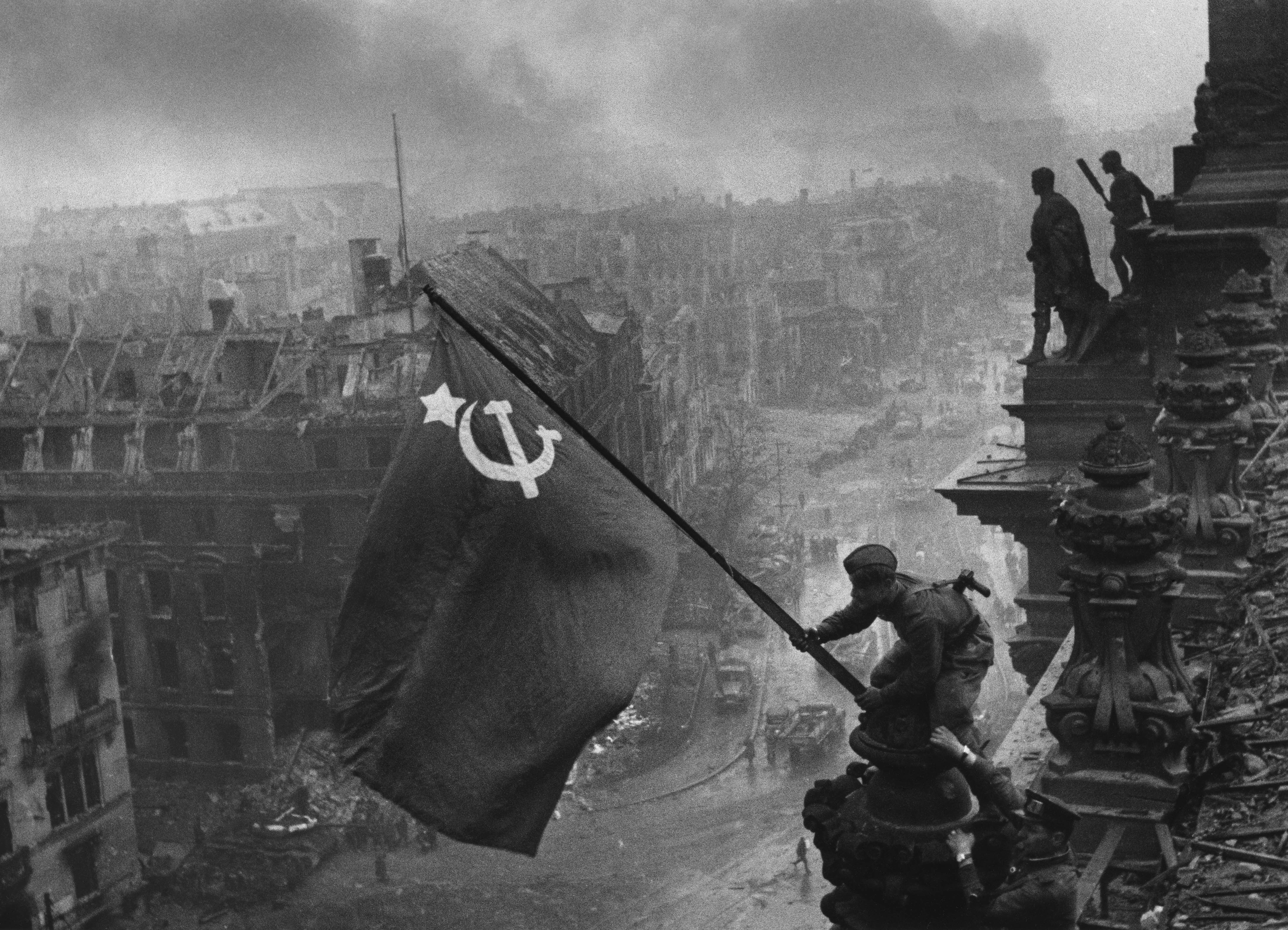
Vztyčení vlajky nad Reichstagem jako jeden z významných momentů konce druhé světové války

Tento článek popisuje významné události roku 1945 ve fotografii.

## Události
- 2. května – sovětský fotograf Jevgenij Chalděj vyfotografoval Vztyčení vlajky nad Reichstagem jako jeden z významných momentů konce druhé světové války.
- Joe Rosenthal pořídil snímek Raising the Flag on Iwo Jima.
- 14. srpna – Alfred Eisenstaedt pořídil snímek Den vítězství na Times Square, která zobrazuje námořníka námořnictva USA, který líbá cizí dívku v bílých šatech během oslav vítězství nad Japonskem („V-J Day“) na ulici Times Square v New Yorku.[1][2]

## Ocenění
- Pulitzer Prize for Photography – Joe Rosenthal, Associated Press, za fotografii Raising the Flag on Iwo Jima.

## Významná výročí
- 1845 – duben – Leon Foucault a Armand Fizeau pořídili první fotografie Slunce. Na jejich daguerrotypii s průměrem 12 cm byly zcela jasné sluneční skvrny.

## Narození v roce 1945

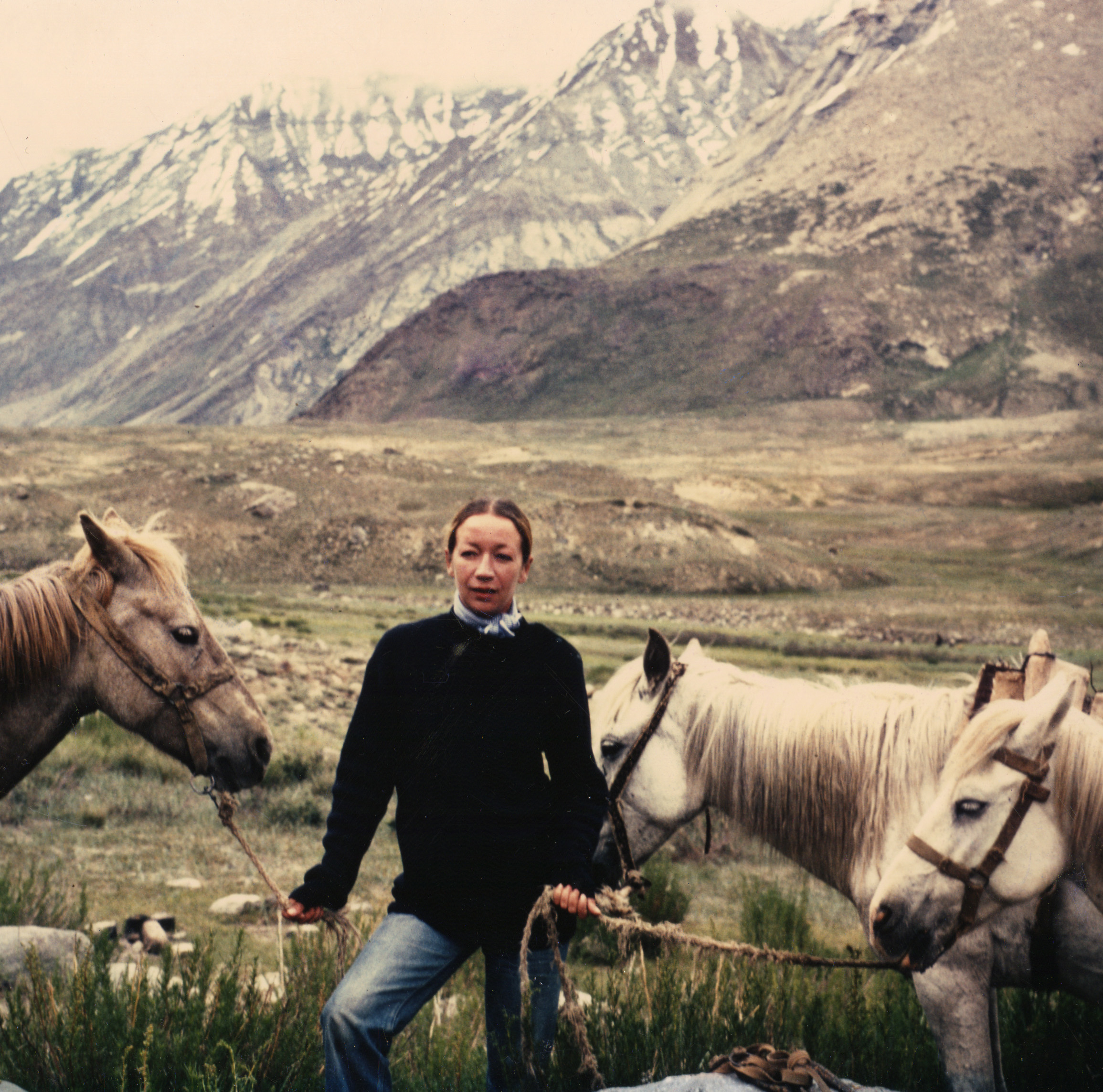
Francouzská fotografka Marie-José Lamothe se narodila v květnu 1945

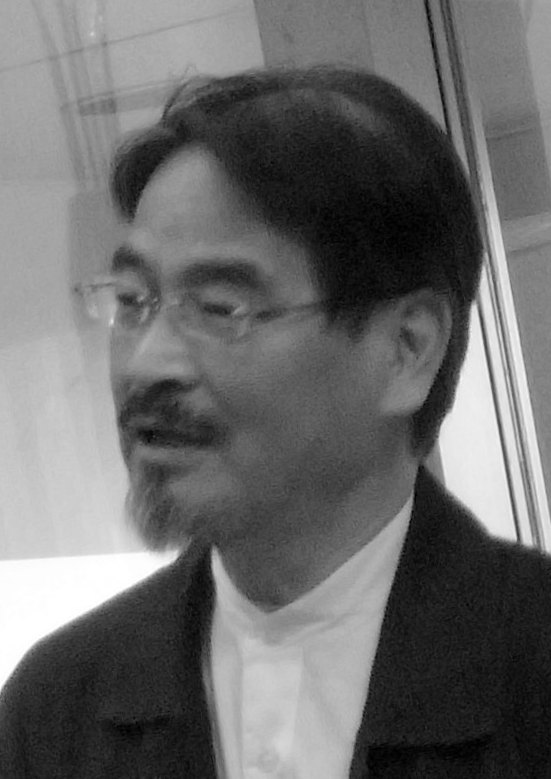
Japonský fotograf Hiroh Kikai se v roce 1945 narodil

- 18. ledna – Kirsten Kleinová, dánská krajinářská fotografka, ostrov Mors melancholicky, staré techniky
- 25. ledna – Barbara Kruger, americká fotografka, konceptuální černobílá fotografie, umělecká grafička a sochařka
- 1. února – Patrick Bailly-Maitre-Grand, francouzský fotograf
- 5. února – Henny Lie, norská fotografka
- 7. února – Josef Ptáček, český fotograf zaměřující se na přírodní témata a ekologii, dále také autor povídek o přírodě a scénářů pro Českou televizi († 12. listopadu 2023)
- 8. února – Rino Barillari, italský fotograf označovaný jako „Král Paparazzi“
- 26. února – Bernard Plossu, francouzský fotograf narozený ve Vietnamu
- 1. března – Eva Petrovičová, slovenská basketbalistka a ateliérová fotografka († 14. února 1997)
- 2. března – Peter Dombrovskis, australský fotograf († 28. března 1996)
- 18. března – John H. White, americký fotograf
- 18. března – Hiroh Kikai, japonský fotograf  († 19. října 2020)
- 10. dubna – Tony Frank, francouzský fotograf
- 26. dubna – Ondřej Neff, český fotograf
- 7. května – Raoul Vaslin, francouzský fotograf († 16. srpna 1985)
- 12. května – Dennis Cowals, americký fotograf († 22. října 2004)
- 14. května – Serge Korniloff, francouzský fotograf († 17. června 2011)
- 25. května – Marie-José Lamothe, francouzská fotografka
- 4. června – Arno Rafael Minkkinen, finský fotograf působící v USA
- 8. června – Hana Rysová, česká fotografka
- 12. června – Jaroslav Poncar, český fotograf
- 21. června – Espen Tveit, norský fotograf
- 27. června – Omar Badsha, jihoafrický dokumentární fotograf, umělec, politický a odborový aktivista a historik
- 6. července – Tamás Urbán, maďarský fotožurnalista
- 10. července – Stanley Forman, americký fotoreportér, který dva roky po sobě získal Pulitzerovu cenu za fotografii
- 10. července – Carol Beckwithová, americká fotografka, snímala původní domorodé kultury Afriky (* nebo 12. listopadu)
- 14. července – Pierre de Fenoÿl, francouzský fotograf († 4. září 1987)
- 20. července – Johanna Hald, švédská režisérka, fotografka a scenáristka
- 25. července – Philippe Biermé, belgický fotograf
- 28. července – Brian Merrett, kanadský fotograf a architektonický aktivista známý pro své příspěvky k ochraně architektonického dědictví Montrealu († 21. září 2023)
- 6. srpna – Josef Reischig, český fotograf
- 10. srpna – Hiram Maristany, americký fotograf († 10. března 2022)
- 14. srpna – Wim Wenders, americký režisér a fotograf
- 18. srpna – Milota Havránková, slovenská fotografka
- 12. září – Lewis Baltz, americký vizuální umělec a fotograf († 22. listopadu 2014)
- 20. září – Alain Keler, francouzský fotograf, fotoreportér a dokumentární fotograf
- 21. září – Jussi Aalto, finský fotograf
- 26. září – Flo Fox, americká pouliční fotografka, trpěla roztroušenou sklerózou a pak také slepotou († 2. března 2025)
- 2. října – Robert Meyer, norský umělecký fotograf, profesor, historik, sběratel, spisovatel a publicista
- 27. října – Tina Barneyová, americká fotografka, portréty rodiny a přátel
- 2. listopadu – Anton Solomucha, francouzský fotograf ukrajinského původu
- 23. listopadu – Jim Brandenburg, americký ochránce životního prostředí, fotograf přírody a filmař, 10 let fotožurnalista, 30 let na volné noze pro National Geographic († 4. dubna 2025)
- 25. listopadu – Marie-Hélène Dhénin, francouzská fotografka
- listopad – Charles Eggleston, americký novinářský fotograf dokumentující válku ve Vietnamu  († 6. května 1968)
- ? – Alkis Xanthakis, řecký historik fotografie, fotograf, profesor, spisovatel a sběratel
- ? – Erik Uddström, finský fotograf a filmový režisér
- ? – Mohammad al Roumi, syrský fotograf a režisér
- ? – Seidži Kurata, japonský fotograf († 27. února 2020)
- ? – Hiroši Suga, japonský fotograf († 10. dubna 2013)
- ? – Hitoši Nomura, japonský současný umělec a fotograf († 3. října 2023)
- ? – Ikuo Nakamura, japonský fotograf
- ? – Masanori Ašida, japonský fotograf
- ? – Bob Gruen, americký fotograf
- ? – Catherine Leroy, francouzská válečná fotografka († 2006)
- ? – Christine Spengler, francouzská válečná fotožurnalistka,
- ? – Fusako Kodama, japonská fotografka, Japonsko jako národ špičkových technologií, život v Tokiu
- ? – Joyce Tenneson, americká fotografka, akty, výtvarné snímky, pracovala pro Time, Life a Entertainment Weekly
- ? – Ariane Lopez-Huici, americká fotografka narozená ve Francii
- ? – Django Cissé, malianský fotograf
- ? – Janez Pukšič, slovinský fotograf
- ? – Kiki of Paris, francouzský fotograf
- ? – Marc Paygnard, francouzský novinářský fotograf
- ? – Michael Freeman, britský spisovatel, fotograf a novinář
- ? – Michael Schmidt, fotograf
- ? – Živa Kraus, chorvatská galeristka působící v Itálii

## Úmrtí v roce 1945
- 3. ledna – Lone Maslocha, dánská fotografka narozená v Polsku (* 26. října 1921)[3]
- 24. ledna – Charlotte Pothuis, holandská malířka a fotografka (* 1. dubna 1867)
- 25. února – Mário de Andrade, brazilský spisovatel, fotograf a básník (* 9. říjen 1893)
- 28. února – Rudolf Breslauer, německý fotograf a kameraman židovského původu (* 4. července 1903)
- 18. března – Eugène Würgler, švýcarský fotograf aktivní v Lausanne (* 21. března 1880)
- 29. března – Sarah J. Eddy, americká umělkyně a fotografka (* 3. května 1851)
- 23. dubna – Pál M. Vajda, maďarský fotograf a fotoreportér (* 15. února 1874)
- 25. dubna – Jacques Marie Bellwald, lucemburský fotograf (* 10. září 1871)
- 6. května – Charles Franklin Reaugh, americký umělec, fotograf, vynálezce a učitel (29. prosince 1860)
- 29. června – Moritz Nähr, rakouský portrétní a dvorní fotograf (* 4. srpna 1859)
- 30. července – Grigorij Moisejevič Lemberg, ruský kameraman a fotograf (* 1873)
- 20. srpna – Agnes Nyblin, norská fotografka (* 25. ledna 1869)
- 4. října – Geraldine Moodie, kanadská fotografka (* 31. října 1854)
- ? – Aleksander Jurich, estonský fotograf a umělec (* 23. listopadu 1880)
- ? – Josep Brangulí, španělský fotograf (* ?)
- ? – Mendel Grossmann, polský fotograf (* ?)
- ? – Holger Damgaard, dánský fotograf, v redakci Politiken jako první novinářský fotograf v Dánsku, byl také spoluzakladatelem a prezidentem Dánské unie novinářských fotografů Pressefotografforbundet (* 24. července 1870 – 15. ledna 1945)